# Imma thymora
Imma thymora är en fjärilsart som beskrevs av Edward Meyrick 1906. Imma thymora ingår i släktet Imma och familjen Immidae. Inga underarter finns listade i Catalogue of Life.